# Green (R.E.M.-album)
 For alternative betydninger, se Green. (Se også artikler, som begynder med Green)
Green er det sjette studiealbum fra det amerikanske alternative rockband R.E.M.. Det blev udgivet i 1988, og var gruppens første udgivelse på Warner Bros. Records. For at promovere albummet udført R.E.M. en turne på 11 måneder og udgav singlerne "Orange Crush", "Stand", "Pop Song 89" og "Get Up".

## Spor
Alle sange er skrevet af Bill Berry, Peter Buck, Mike Mills og Michael Stipe.
Side et – "Air side"
1. "Pop Song 89" – 3:04
2. "Get Up" – 2:39
3. "You Are the Everything" – 3:41
4. "Stand" – 3:10
5. "World Leader Pretend" – 4:17
6. "The Wrong Child" – 3:36

Side to – "Metal side"
1. "Orange Crush" – 3:51
2. "Turn You Inside-Out" – 4:16
3. "Hairshirt" – 3:55
4. "I Remember California" – 4:59
5. "Untitled" – 3:10

25-års jubilæums dobbelt-CD – Live in Greensboro, 1989
1. "Stand" – 3:01
2. "The One I Love" – 3:18
3. "So. Central Rain (I'm Sorry)" (digital download bonus track) – 3:39
4. "Turn You Inside Out" – 4:09
5. "Belong" – 4:09
6. "Exhuming McCarthy" – 3:14
7. "Good Advices" – 3:11
8. "Orange Crush" – 3:41
9. "Feeling Gravitys Pull" (digital download bonus track) – 6:18
10. "Cuyahoga" – 4:11
11. "These Days" – 3:36
12. "World Leader Pretend" – 4:13
13. "I Believe" – 4:14
14. "I Remember California" (digital download bonus track) – 5:23
15. "Get Up" – 2:34
16. "Life and How to Live It" – 4:23
17. "It's the End of the World as We Know It (And I Feel Fine)" – 4:32
18. "Pop Song 89" – 3:10
19. "Fall On Me" – 2:56
20. "You Are the Everything" – 4:29
21. "Begin the Begin" – 3:38
22. "King of Birds" (digital download bonus track) – 5:09
23. "Strange" (digital download bonus track) – 2:44
24. "Low" – 5:19
25. "Finest Worksong" – 3:43
26. "Perfect Circle" - 4:08

Record Store Day 2013 Exclusive – Live in Greensboro EP
1. "So. Central Rain (I'm Sorry)" – 3:39
2. "Feeling Gravitys Pull" – 6:18
3. "Strange" – 2:44
4. "King of Birds" – 5:09
5. "I Remember California" – 5:23

## Hitlister
Album
| År   | Hitliste               | Placering |
| ---- | ---------------------- | --------- |
| 1988 | Australien ARIA Charts | 16        |
| 1988 | Canada                 | 14        |
| 1988 | UK Albums Chart        | 27        |
| 1988 | US Billboard 200       | 12        |
| 2013 | US Billboard 200       | 12        |

Singler
| År   | Sang                  | Hitliste                         | Placering |
| ---- | --------------------- | -------------------------------- | --------- |
| 1988 | "Orange Crush"        | Billboard Modern Rock Tracks     | 1         |
| 1988 | "Orange Crush"        | Billboard Mainstream Rock Tracks | 1         |
| 1988 | "Pop Song 89"         | Billboard Modern Rock Tracks     | 16        |
| 1988 | "Stand"               | Billboard Mainstream Rock Tracks | 1         |
| 1988 | "Stand"               | Billboard Modern Rock Tracks     | 1         |
| 1989 | "Pop Song 89"         | Billboard Mainstream Rock Tracks | 14        |
| 1989 | "Pop Song 89"         | Billboard Hot 100                | 86        |
| 1989 | "Stand"               | Billboard Hot 100                | 6         |
| 1989 | "Turn You Inside-Out" | Billboard Mainstream Rock Tracks | 7         |
| 1989 | "Turn You Inside-Out" | Billboard Modern Rock Tracks     | 10        |
| 1989 | "Stand"               | UK Singles Chart                 | 51        |
| 1989 | "Orange Crush"        | UK Singles Chart                 | 28        |
| 1989 | "Stand" (re-release)  | UK Singles Chart                 | 48        |